# Közvélemény (folyóirat, 1877–1880)
A Közvélemény magyar politikai, irodalmi és közgazdasági napilap volt 1877 és 1880 között.
 Megjelent ívrét egy-egy íven Budapesten. Kiadta Wodianer Fülöp, szerkesztette Lukács Béla 1877. január 1-jétől 1878. december 9-ig, majd Borostyáni Nándor 1880. június 14-ig, a lap megszűnéséig.